# Llista d'asteroides/158201-158300
| Nom              | Designació provisional | Data de descobriment   | Lloc de descobriment | Descobridor/s              |
| ---------------- | ---------------------- | ---------------------- | -------------------- | -------------------------- |
| 158201 -         | 2001 SG18              | 16 de setembre de 2001 | Socorro              | LINEAR                     |
| 158202 -         | 2001 SY20              | 16 de setembre de 2001 | Socorro              | LINEAR                     |
| 158203 -         | 2001 SA27              | 16 de setembre de 2001 | Socorro              | LINEAR                     |
| 158204 -         | 2001 SV46              | 16 de setembre de 2001 | Socorro              | LINEAR                     |
| 158205 -         | 2001 SV48              | 16 de setembre de 2001 | Socorro              | LINEAR                     |
| 158206 -         | 2001 SL52              | 16 de setembre de 2001 | Socorro              | LINEAR                     |
| 158207 -         | 2001 SK55              | 16 de setembre de 2001 | Socorro              | LINEAR                     |
| 158208 -         | 2001 SW57              | 17 de setembre de 2001 | Socorro              | LINEAR                     |
| 158209 -         | 2001 SG59              | 17 de setembre de 2001 | Socorro              | LINEAR                     |
| 158210 -         | 2001 SO60              | 17 de setembre de 2001 | Socorro              | LINEAR                     |
| 158211 -         | 2001 SQ67              | 17 de setembre de 2001 | Socorro              | LINEAR                     |
| 158212 -         | 2001 SU83              | 20 de setembre de 2001 | Socorro              | LINEAR                     |
| 158213 -         | 2001 ST87              | 20 de setembre de 2001 | Socorro              | LINEAR                     |
| 158214 -         | 2001 SU107             | 20 de setembre de 2001 | Socorro              | LINEAR                     |
| 158215 -         | 2001 SL110             | 20 de setembre de 2001 | Socorro              | LINEAR                     |
| 158216 -         | 2001 SV113             | 20 de setembre de 2001 | Desert Eagle         | W. K. Y. Yeung             |
| 158217 -         | 2001 SJ122             | 16 de setembre de 2001 | Socorro              | LINEAR                     |
| 158218 -         | 2001 SG123             | 16 de setembre de 2001 | Socorro              | LINEAR                     |
| 158219 -         | 2001 SZ136             | 16 de setembre de 2001 | Socorro              | LINEAR                     |
| 158220 -         | 2001 SV139             | 16 de setembre de 2001 | Socorro              | LINEAR                     |
| 158221 -         | 2001 SG162             | 17 de setembre de 2001 | Socorro              | LINEAR                     |
| 158222 Manicolas | 2001 SP169             | 20 de setembre de 2001 | Le Creusot           | J.-C. Merlin               |
| 158223 -         | 2001 SS182             | 19 de setembre de 2001 | Socorro              | LINEAR                     |
| 158224 -         | 2001 SJ184             | 19 de setembre de 2001 | Socorro              | LINEAR                     |
| 158225 -         | 2001 SB202             | 19 de setembre de 2001 | Socorro              | LINEAR                     |
| 158226 -         | 2001 SK217             | 19 de setembre de 2001 | Socorro              | LINEAR                     |
| 158227 -         | 2001 SO220             | 19 de setembre de 2001 | Socorro              | LINEAR                     |
| 158228 -         | 2001 SF226             | 19 de setembre de 2001 | Socorro              | LINEAR                     |
| 158229 -         | 2001 SG239             | 19 de setembre de 2001 | Socorro              | LINEAR                     |
| 158230 -         | 2001 SH247             | 19 de setembre de 2001 | Socorro              | LINEAR                     |
| 158231 -         | 2001 SJ256             | 19 de setembre de 2001 | Socorro              | LINEAR                     |
| 158232 -         | 2001 SO267             | 25 de setembre de 2001 | Desert Eagle         | W. K. Y. Yeung             |
| 158233 -         | 2001 SE272             | 20 de setembre de 2001 | Socorro              | LINEAR                     |
| 158234 -         | 2001 SG282             | 26 de setembre de 2001 | Socorro              | LINEAR                     |
| 158235 -         | 2001 SV293             | 19 de setembre de 2001 | Socorro              | LINEAR                     |
| 158236 -         | 2001 SR307             | 21 de setembre de 2001 | Socorro              | LINEAR                     |
| 158237 -         | 2001 SX314             | 25 de setembre de 2001 | Socorro              | LINEAR                     |
| 158238 -         | 2001 SP353             | 23 de setembre de 2001 | Kitt Peak            | Spacewatch                 |
| 158239 -         | 2001 TW2               | 6 d'octubre de 2001    | Palomar              | NEAT                       |
| 158240 -         | 2001 TD3               | 7 d'octubre de 2001    | Palomar              | NEAT                       |
| 158241 -         | 2001 TF14              | 12 d'octubre de 2001   | Kuma Kogen           | A. Nakamura                |
| 158242 -         | 2001 TM24              | 14 d'octubre de 2001   | Socorro              | LINEAR                     |
| 158243 -         | 2001 TS26              | 14 d'octubre de 2001   | Socorro              | LINEAR                     |
| 158244 -         | 2001 TL47              | 14 d'octubre de 2001   | Cima Ekar            | Asiago-DLR Asteroid Survey |
| 158245 -         | 2001 TF60              | 13 d'octubre de 2001   | Socorro              | LINEAR                     |
| 158246 -         | 2001 TV60              | 13 d'octubre de 2001   | Socorro              | LINEAR                     |
| 158247 -         | 2001 TU61              | 13 d'octubre de 2001   | Socorro              | LINEAR                     |
| 158248 -         | 2001 TY61              | 13 d'octubre de 2001   | Socorro              | LINEAR                     |
| 158249 -         | 2001 TS63              | 13 d'octubre de 2001   | Socorro              | LINEAR                     |
| 158250 -         | 2001 TP65              | 13 d'octubre de 2001   | Socorro              | LINEAR                     |
| 158251 -         | 2001 TT74              | 13 d'octubre de 2001   | Socorro              | LINEAR                     |
| 158252 -         | 2001 TB76              | 13 d'octubre de 2001   | Socorro              | LINEAR                     |
| 158253 -         | 2001 TS78              | 13 d'octubre de 2001   | Socorro              | LINEAR                     |
| 158254 -         | 2001 TD92              | 14 d'octubre de 2001   | Socorro              | LINEAR                     |
| 158255 -         | 2001 TB96              | 14 d'octubre de 2001   | Socorro              | LINEAR                     |
| 158256 -         | 2001 TD109             | 14 d'octubre de 2001   | Socorro              | LINEAR                     |
| 158257 -         | 2001 TY126             | 13 d'octubre de 2001   | Kitt Peak            | Spacewatch                 |
| 158258 -         | 2001 TM130             | 8 d'octubre de 2001    | Palomar              | NEAT                       |
| 158259 -         | 2001 TL132             | 11 d'octubre de 2001   | Palomar              | NEAT                       |
| 158260 -         | 2001 TP148             | 10 d'octubre de 2001   | Palomar              | NEAT                       |
| 158261 -         | 2001 TB155             | 11 d'octubre de 2001   | Kitt Peak            | Spacewatch                 |
| 158262 -         | 2001 TN175             | 14 d'octubre de 2001   | Socorro              | LINEAR                     |
| 158263 -         | 2001 TW177             | 14 d'octubre de 2001   | Socorro              | LINEAR                     |
| 158264 -         | 2001 TZ177             | 14 d'octubre de 2001   | Socorro              | LINEAR                     |
| 158265 -         | 2001 TW180             | 14 d'octubre de 2001   | Socorro              | LINEAR                     |
| 158266 -         | 2001 TW190             | 14 d'octubre de 2001   | Socorro              | LINEAR                     |
| 158267 -         | 2001 TZ193             | 15 d'octubre de 2001   | Socorro              | LINEAR                     |
| 158268 -         | 2001 TJ199             | 11 d'octubre de 2001   | Socorro              | LINEAR                     |
| 158269 -         | 2001 TR208             | 11 d'octubre de 2001   | Palomar              | NEAT                       |
| 158270 -         | 2001 TT208             | 11 d'octubre de 2001   | Palomar              | NEAT                       |
| 158271 -         | 2001 TH231             | 15 d'octubre de 2001   | Palomar              | NEAT                       |
| 158272 -         | 2001 TE234             | 15 d'octubre de 2001   | Palomar              | NEAT                       |
| 158273 -         | 2001 UP2               | 18 d'octubre de 2001   | Desert Eagle         | W. K. Y. Yeung             |
| 158274 -         | 2001 UM5               | 18 d'octubre de 2001   | Desert Eagle         | W. K. Y. Yeung             |
| 158275 -         | 2001 UK8               | 17 d'octubre de 2001   | Socorro              | LINEAR                     |
| 158276 -         | 2001 UA12              | 23 d'octubre de 2001   | Desert Eagle         | W. K. Y. Yeung             |
| 158277 -         | 2001 UC15              | 24 d'octubre de 2001   | Desert Eagle         | W. K. Y. Yeung             |
| 158278 -         | 2001 UF16              | 25 d'octubre de 2001   | Desert Eagle         | W. K. Y. Yeung             |
| 158279 -         | 2001 UQ28              | 16 d'octubre de 2001   | Socorro              | LINEAR                     |
| 158280 -         | 2001 UC30              | 16 d'octubre de 2001   | Socorro              | LINEAR                     |
| 158281 -         | 2001 UP30              | 16 d'octubre de 2001   | Socorro              | LINEAR                     |
| 158282 -         | 2001 UR34              | 16 d'octubre de 2001   | Socorro              | LINEAR                     |
| 158283 -         | 2001 UP41              | 17 d'octubre de 2001   | Socorro              | LINEAR                     |
| 158284 -         | 2001 UF46              | 17 d'octubre de 2001   | Socorro              | LINEAR                     |
| 158285 -         | 2001 UV62              | 17 d'octubre de 2001   | Socorro              | LINEAR                     |
| 158286 -         | 2001 UZ65              | 18 d'octubre de 2001   | Socorro              | LINEAR                     |
| 158287 -         | 2001 UH75              | 17 d'octubre de 2001   | Socorro              | LINEAR                     |
| 158288 -         | 2001 UX77              | 18 d'octubre de 2001   | Socorro              | LINEAR                     |
| 158289 -         | 2001 UB81              | 20 d'octubre de 2001   | Socorro              | LINEAR                     |
| 158290 -         | 2001 UQ85              | 16 d'octubre de 2001   | Kitt Peak            | Spacewatch                 |
| 158291 -         | 2001 UN91              | 18 d'octubre de 2001   | Palomar              | NEAT                       |
| 158292 -         | 2001 UA100             | 17 d'octubre de 2001   | Socorro              | LINEAR                     |
| 158293 -         | 2001 UE100             | 17 d'octubre de 2001   | Socorro              | LINEAR                     |
| 158294 -         | 2001 UK104             | 20 d'octubre de 2001   | Socorro              | LINEAR                     |
| 158295 -         | 2001 UO107             | 20 d'octubre de 2001   | Socorro              | LINEAR                     |
| 158296 -         | 2001 UJ115             | 22 d'octubre de 2001   | Socorro              | LINEAR                     |
| 158297 -         | 2001 UN118             | 22 d'octubre de 2001   | Socorro              | LINEAR                     |
| 158298 -         | 2001 UL122             | 22 d'octubre de 2001   | Socorro              | LINEAR                     |
| 158299 -         | 2001 UC126             | 23 d'octubre de 2001   | Palomar              | NEAT                       |
| 158300 -         | 2001 UD129             | 20 d'octubre de 2001   | Socorro              | LINEAR                     |